# Prostituição no Rio de Janeiro
A prostituição no Rio de Janeiro remonta ao período colonial, quando a cidade começou a se consolidar como um centro urbano e portuário no atlântico sul, tendo sua presença documentada já a partir do final do século XVI, quando o intenso fluxo de navios e a configuração do porto favoreceram a instalação de estabelecimentos destinados à prestação de serviços sexuais. No século XVIII, surgiram as primeiras casas de tolerância nas imediações da Baía de Guanabara, atendendo a uma clientela composta por marinheiros, comerciantes e visitantes da  cidade. Durante o século XIX, com a intensificação dos processos de urbanização e a consolidação do Rio de Janeiro como capital imperial, áreas como a Lapa, Santa Teresa e o centro passaram a concentrar bordéis e espaços similares, impulsionando intervenções sanitárias e de ordem pública para conter riscos de epidemias e manter a disciplina social. No início do século XX, a modernização e a implantação de políticas de saúde pública levaram a uma reavaliação normativa, que, embora não tenha criminalizado a prática em si, impôs restrições a atividades correlatas, como o aliciamento e o proxenetismo. A partir da segunda metade do século XX, a diversificação dos modos de exercício – do trabalho em bordéis organizados à prestação de serviços na rua e por intermédio de agências.
No Brasil, numa pesquisa do Ministério da Saúde e da Universidade de Brasília indica que, no segundo semestre de 2005, quase quarenta por cento das prostitutas estavam na profissão há, no máximo, quatro anos, fato que indicaria um alto grau de abandono da profissão. Já o Centro de Educação Sexual, uma ONG que realiza trabalhos com garotas e garotos de programa do Rio de Janeiro e Niterói, diz que a maioria se prostitui para sobreviver e que muitas sonham em encontrar um amor.

## Antecedentes
Durante a segunda metade do século XIX e início do século XX, a prostituição no Rio de Janeiro consolidou-se como um fenômeno urbano influenciado por fatores sociais, econômicos e culturais. A capital imperial, apresentava uma população numerosa com uma expressiva desigualdade social, o que reduzia as oportunidades de emprego, especialmente para mulheres livres e pobres, que enfrentavam restrições de gênero no mercado de trabalho. A prostituição tornou-se, portanto, uma alternativa de sobrevivência com significativa expressividade econômica.
O meretrício integrava um espectro diverso de mulheres — escravas, libertas, brasileiras livres e estrangeiras — e era hierarquizado em três categorias: as aristocráticas ou de sobrado, ligadas à elite e hospedadas em casas luxuosas com piano e espelhos; as de sobradinho, que atuavam em hotéis ou casas de costureiras em bairros como Botafogo e Jardim Botânico; e as da escória, residentes em casebres, cortiços ou casas de passes. Os bordéis se tornaram locais de sociabilidade onde se mesclavam lazer, sexo e política, em ambientes noturnos animados por músicas e práticas liberadas. No final do século XIX, a prostituição ganhou nova configuração com a construção de grandes bordéis e zonas de meretrício frequentadas por homens de diferentes classes sociais. Estabelecimentos como cabarés, cafés-encontros, pensões chiques, teatros e restaurantes estruturaram uma ampla rede social que incluía músicos, dançarinas, boêmios, gigolôs e trabalhadoras de diversas profissões auxiliares. Este espaço passou a operar com códigos e normas próprias, configurando-se como um universo autônomo de interação social. A chegada de imigrantes europeias, sobretudo judias da Europa Oriental – conhecidas como polacas – representou um marco na Prostituição carioca, iniciada oficialmente em 1867 com a chegada de 104 mulheres, das quais 67 permaneceram no Rio. O fluxo migratório feminino ampliou-se nos anos seguintes, atraído pelo desequilíbrio demográfico, a permissividade cultural com a prostituição e a corrupção nos meios policiais e políticos. Francesas e polacas tornaram-se ícones da prostituição de luxo durante a Belle Époque, período em que sua presença se destacava em pensões centrais como as das ruas do Passeio, Ouvidor e Gonçalves Dias. Simultaneamente, zonas populares de meretrício proliferaram em ruas como Misericórdia, Dom Miguel, Lavradio, Riachuelo e Espírito Santo.

## História

### Século XIX – período imperial

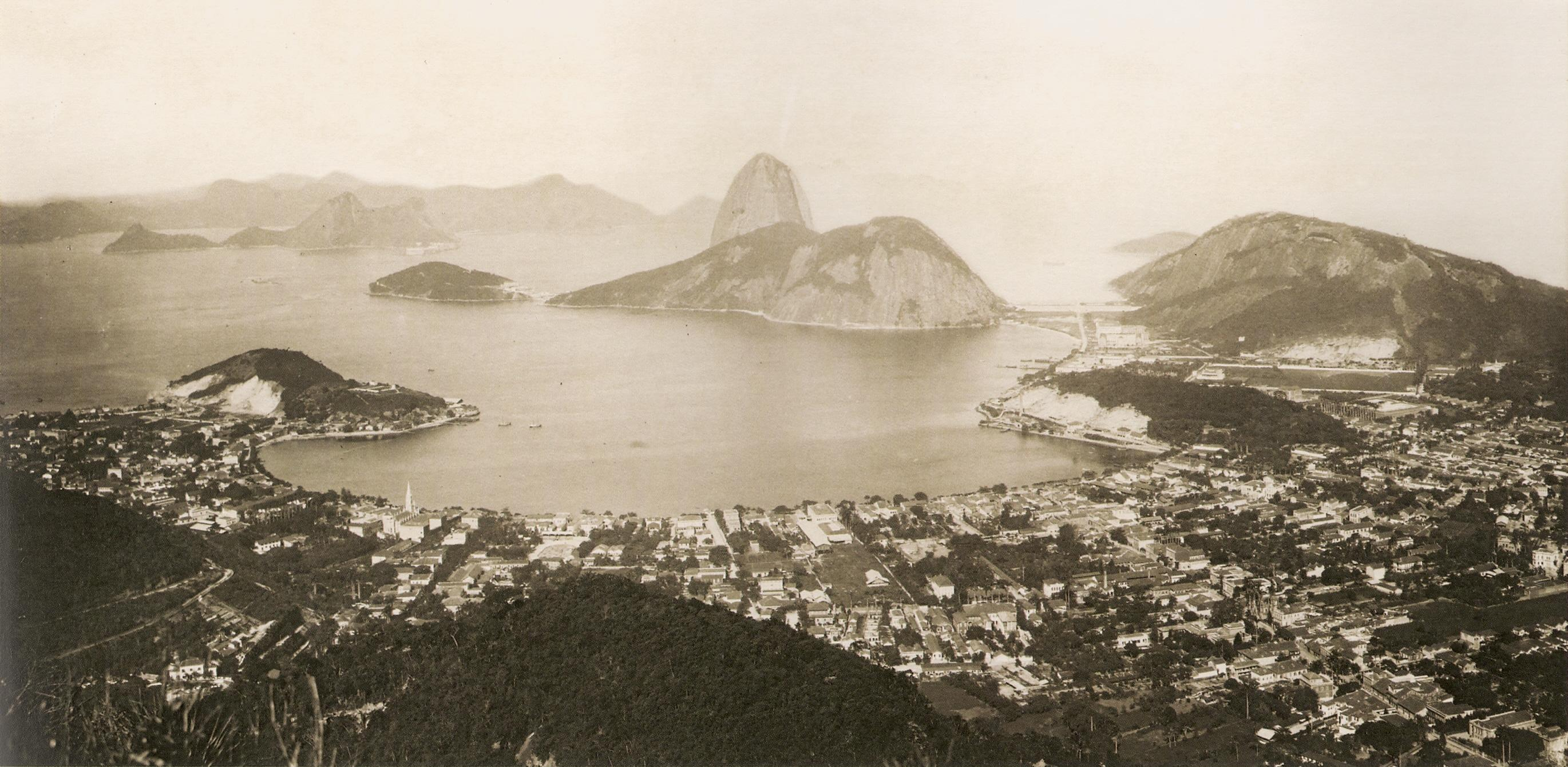
O Rio de Janeiro em 1889.

Durante o século XIX, a prostituição no Rio de Janeiro consolidou-se como uma prática tolerada socialmente, impulsionada pelo crescimento urbano, pelo aumento do desemprego e pela chegada de imigrantes. A cidade, então capital do Império do Brasil, passava por um intenso processo de modernização e europeização dos costumes, cenário no qual o meretrício se estabeleceu com grande diversidade étnica e socioeconômica. A atividade era vista como um “mal necessário”, sobretudo no imaginário masculino, funcionando como via de escape frente às rígidas normas sociais e religiosas impostas à sexualidade no casamento. As meretrizes eram classificadas em três categorias:
- Aristocráticas: geralmente francesas, associadas ao luxo e à sofisticação.
- De sobradinho: de perfil intermediário, atuantes em cafés e praças.
- Da escória: compostas por mulheres pobres, muitas vezes negras ou mestiças, que viviam em cortiços.

Nesse contexto, a figura do cáften – aliciador e explorador de prostitutas, especialmente das estrangeiras – era recorrente e pouco combatida legalmente. A imprensa popular da época, exemplificada pelo jornal *O Carbonário*, atuava como importante veículo de denúncia e formação da opinião pública, expondo os efeitos sociais da prostituição e revelando a visão pejorativa imposta a essas mulheres, as quais eram frequentemente associadas à disseminação de doenças venéreas. Publicado entre 1881 e 1890, o jornal incluía colunas fixas, como “Fatos e Boatos” e “Secção Livre”, que traziam relatos anônimos – geralmente críticos – ligando o meretrício à degradação moral e à presença de estrangeiras (especialmente vindas de Buenos Aires), retratadas como figuras exóticas e perigosas.

#### Imigração forçada de mulheres judias

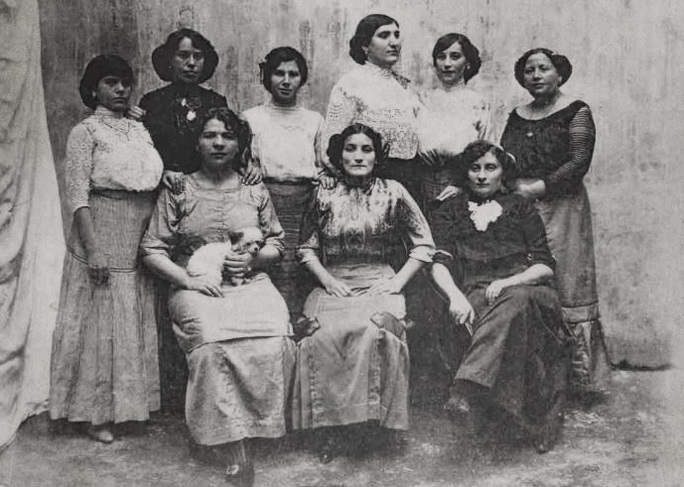
Polacas do Rio de Janeiro

Na segunda metade do século XIX, um número significativo de mulheres judias do Europa Oriental – conhecidas posteriormente como “polacas” – foi trazido ao Brasil, especialmente ao Rio de Janeiro, sob falsas promessas de uma vida melhor, sendo forçadas à prostituição ao chegar. Provenientes, em sua maioria, de comunidades judaicas empobrecidas, essas mulheres enfrentaram condições degradantes e foram submetidas a intensas formas de exploração e discriminação, vivendo muitas delas em locais precários próximos à atual Praça Onze.
Contudo, mesmo diante do isolamento imposto tanto pela sociedade quanto por instituições religiosas, elas encontraram formas de resistência e união, fundando, no início do século XX, a associação que daria origem ao Cemitério Israelita de Inhaúma, no subúrbio do Rio, assegurando um local de sepultamento em consonância com seus preceitos de fé.

#### Casa de Detenção da Corte (1871–1888)
Durante as últimas décadas do século XIX, a prostituição emergiu como tema central na interseção entre moralidade pública, escravidão, vigilância policial e punição penal no Rio de Janeiro. A partir de 1871, denúncias sobre a prostituição de mulheres escravizadas – apontadas como “escândalo imoral” – levaram o delegado Miguel José Tavares a organizar uma campanha para a libertação dessas mulheres, fundamentada em princípios do Direito romano, que exigiam a alforria das escravas forçadas à atividade.
Mesmo não havendo tipificação penal específica para a prostituição, a prática era frequentemente utilizada como justificativa para a prisão de mulheres que circulavam em áreas centrais da cidade. Entre 1871 e 1888, pelo menos 11 mulheres foram registradas como presas por exercerem ou serem forçadas à prostituição. A maioria das detenidas era brasileira e nenhuma foi classificada como branca, evidenciando a interseção entre raça, classe e gênero na repressão. As ocupações registradas – como lavadeiras, cozinheiras, vendedoras e trabalhadoras domésticas – reforçavam a marginalização dessa atividade no contexto urbano, enquanto o projeto de regulamentação das “casas de tolerância” de 1876 encontrava forte resistência das elites.

#### Saber médico
Entre 1840 e 1890, o Rio de Janeiro serviu como palco para a consolidação do saber médico voltado à normatização do espaço urbano. Magali Engel investigou como os médicos, representando uma nova instância de poder, passaram a enquadrar a prostituição como uma doença – inserindo-a nos estudos de Higiene e Saúde pública.
Sendo um símbolo de ruptura com os papéis tradicionais atribuídos às mulheres (como esposas e mães), convertendo as meretrizes em ameaças à moral e à ordem social. O discurso médico, ao mesmo tempo em que associava a prostituição à degeneração física, moral e social, criava categorias como perversão, depravação e comércio do corpo. Essa lógica alimentava a ideia de que as mulheres envolvidas nessa atividade eram responsáveis por sua própria marginalização, isentando os homens e reforçando estereótipos discriminatórios, especialmente contra a mulher negra.

#### Primeira República
Na segunda metade do século XIX e no início do século XX, o cenário da prostituição no Rio de Janeiro tornou-se mais complexo, influenciado por transformações urbanas, fluxos migratórios e discursos médicos e morais. Com a chegada da corte portuguesa, a atividade passou a incorporar novos contornos – alimentada pela presença de mulheres dos Açores e da França – e a envolver diferentes categorias: escravas, libertas, brasileiras e estrangeiras.
Elas representaram símbolos de modernidade e autonomia, embora, ao transgredir as normas patriarcais, desencadeassem campanhas de repressão e debates políticos, artísticos e econômicos, com a dualidade entre reconhecimento e marginalização da atividade.

##### Disputas legais na Primeira República
Durante as primeiras décadas da República, intensas transformações espaciais e sociais no Rio de Janeiro intensificaram o controle policial sobre as mulheres pobres envolvidas com a prostituição. Tais mulheres passaram a recorrer ao Habeas corpus como forma de resistência às ações arbitrárias que as obrigavam a mudar de endereço, intensificadas a partir de 1896 com o redirecionamento das atividades para áreas periféricas.
Mesmo em meio ao projeto de modernização da capital – que visava embelezar e ordenar o espaço urbano – narrativas sobre tráfico de mulheres, muitas vezes associadas a estrangeiros (especialmente judeus), foram utilizadas para justificar medidas repressivas. No campo jurídico, a eliminação da exigência de prova de lucro para configurar o crime de lenocínio ampliou o poder de intervenção policial, resultando em uma aplicação desigual da lei e intensificando a vigilância sobre as práticas das classes populares.

### Século XX – reconfiguração dos espaços urbanos

#### El Mangue e começos da Vila Mimosa

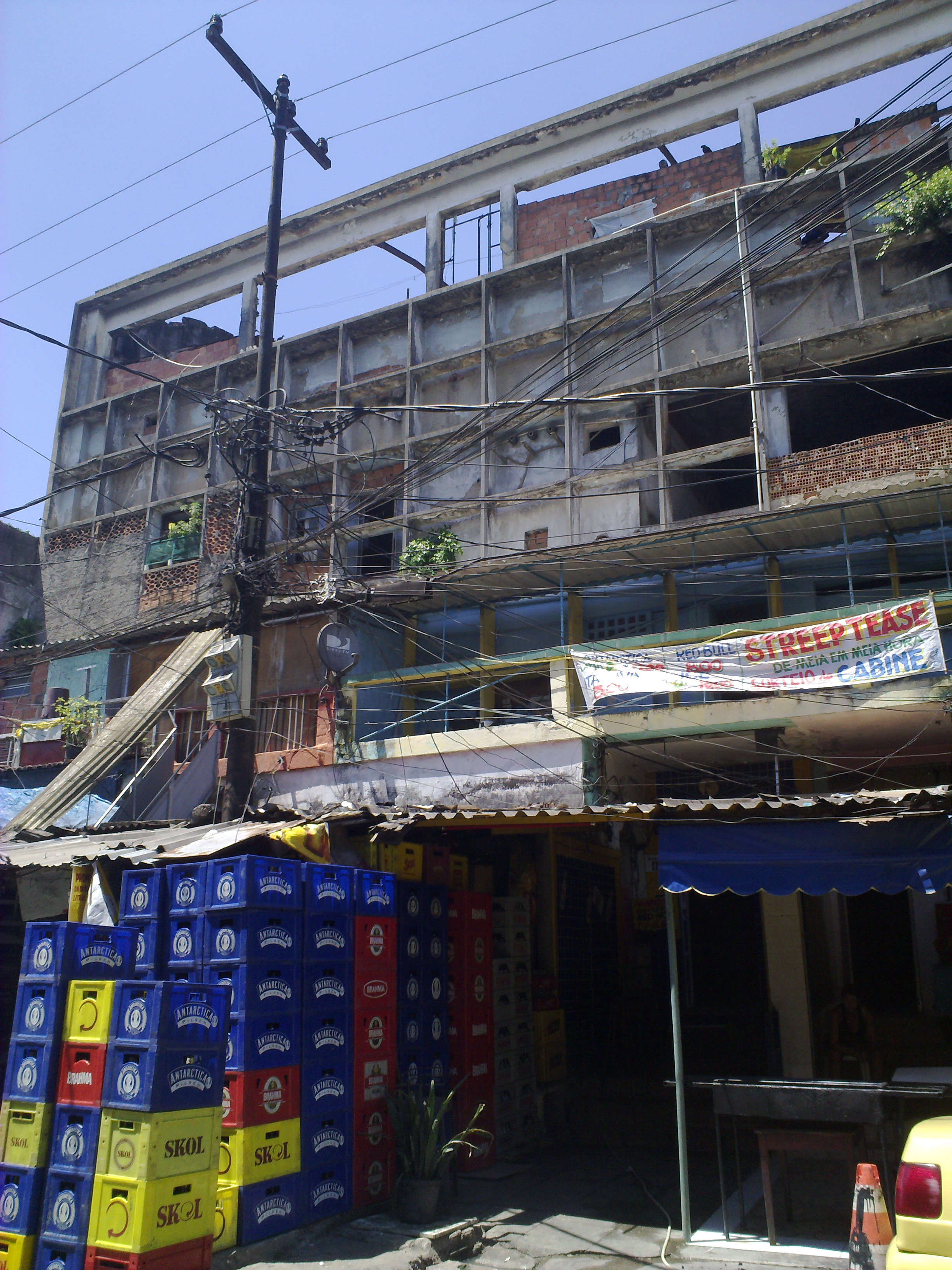
Entrada de um dos bares onde se podem ver salas para prática sexual no topo, podendo ler-se “de meia em meia hora”

Na primeira metade do século XX, a prostituição se concentrou em zonas específicas do Rio de Janeiro. Inicialmente, áreas como a Lapa, Rio de Janeiro, a Praça Onze – conhecida pela presença de prostitutas judias do Leste Europeu (as “polacas”) – e a Rua Alice, frequentada pela elite, marcaram o início dessa organização. A partir da década de 1920, o Mangue consolidou-se como uma zona de prostituição mais aberta, onde as mulheres atuavam na via pública.
Em seu auge, na década de 1940, estima-se que cerca de 8.000 trabalhadoras atuavam na região. Durante a ditadura militar, a área foi cercada com tapias, restringindo os acessos, e, no contexto de um plano de reurbanização, o último enclave – a Vila Mimosa, situado na região do Teleporto em Cidade Nova, Rio de Janeiro – teve suas aproximadamente 1.800 trabalhadoras transferidas para um antigo galpão frigorífico.
As mudanças forçadas e a reorganização urbana, a Vila Mimosa sobrevive, acompanhada por uma associação, serviços de assistência social e acompanhamento médico voluntário, enquanto a tensão com outros grupos que atuam na região (como travestis e mulheres trans) e as queixas quanto a problemas urbanos permanecem.

#### Mangue durante as décadas de 1960 e 1970
Na segunda metade do século XX, especialmente entre as décadas de 1960 e 1970, a Zona do Mangue, localizada no bairro de Cidade Nova, Rio de Janeiro, tornou-se uma das áreas mais representativas do baixo meretricio no Brasil. Sua estrutura era composta por bares, hotéis, pensões e casas de tolerância distribuídas por ruas como Pinto de Azevedo, Marquês de Sapucaí e Rua Ceará, onde a prostituição feminina era exercida abertamente e tolerada, apesar de intervenções policiais esporádicas.
A área surgiu como resultado de processos de expulsão de prostitutas de regiões centrais (como a Lapa, Rio de Janeiro), decorrentes das reformas urbanas higienistas do início do século XX promovidas pelo intendente Pereira Passos. A partir daí, o Mangue passou a concentrar uma intensa atividade sexual, formalizada como zona de tolerância. Após a implementação do modelo da “República do Mangue” – em que uma prostituta era designada para administrar cada casa de meretrício –, a região manteve-se marcada por práticas de controle, violência e corrupção policial, até que projetos de modernização urbana, iniciados em 1970, levaram à demolição em larga escala dos imóveis e ao deslocamento das trabalhadoras para outros espaços, como a Vila Mimosa ou as ruas.

#### Boates de Copacabana, Rio de Janeiro
Mais recentemente, a prostituição praticada por mulheres jovens de classe média em boates de Copacabana, Rio de Janeiro configura-se como uma atividade socialmente estruturada, marcada por códigos próprios de conduta, representações simbólicas e dinâmicas de identidade específicas que ultrapassam a mera sobrevivência. Nessas boates, localizadas em pontos emblemáticos (como o Copacabana Palace e a Praça do Lido), as garotas de programa utilizam sua performance estética – envolvendo roupas, maquiagem e linguagem corporal – para construir uma imagem desejável e comercializável, em diálogo direto com as expectativas dos clientes.
O ambiente dessas festas e encontros noturnos também é palco para a manifestação de tensões, sendo a violência recorrente tanto como ameaça física quanto como expressão simbólica, enquanto as negociadoras precisam constantemente manejar suas autoimagens para lidar com os julgamentos morais e estigmas associados à atividade.

### Século XXI - Prostituição “Fechada”
A prostituição “fechada” no Rio de Janeiro, intensificada a partir do final dos anos 1990 e início do século XXI, caracteriza-se por ocorrer em espaços privados como residências, termas, night clubs, casas de massagem, privês, estabelecimentos fast-sex e agências de acompanhantes. Diferente da prostituição de rua, essa modalidade opera por meio de anúncios em jornais, panfletos, revistas, blogs e, principalmente, sites especializados, e distribui-se espacialmente por diversos bairros da cidade, com destaque para Copacabana, Rio de Janeiro, Barra da Tijuca, Ipanema, Recreio dos Bandeirantes e Tijuca. As “residências” envolvem garotas que trabalham de forma independente ou com agenciadores, alugando quitinetes onde recebem clientes ou os encontram em moteis, sendo este o tipo mais comum e em expansão desde a década de 1990. Termas e night clubs, localizados em sua maioria na Área Central e em Copacabana, Rio de Janeiro, funcionam como “prostíbulos modernizados” com shows, bebidas e regras rígidas de permanência, enquanto os privês e fast-sex, geralmente em prédios comerciais degradados, oferecem programas rápidos em ambientes de infraestrutura precária. As agências de acompanhantes, voltadas a um público com maior poder aquisitivo, especialmente turistas, operam com modelos divulgadas online – algumas com currículo artístico –, concentrando-se em bairros nobres e turísticos. A prostituição “fechada” funciona 24 horas por dia e, muitas vezes, combina-se com a de rua, havendo mulheres que atuam em ambos os circuitos. O uso de tecnologia como celulares e internet substituiu os cafetões tradicionais, embora muitos agenciadores ainda atuem sob a identidade de empresários. A atividade se infiltra parcialmente no setor formal, com imóveis registrados como academias ou salões de beleza, aceitação de cartões e aluguel de apartamentos de temporada, sendo moldada pelas transformações urbanas, sociais e econômicas da cidade.

## Turismo sexual no Rio de Janeiro
Ao longo da história, a prática da prostituição feminina no Rio de Janeiro manteve uma estreita relação com os fenômenos de viagens e Turismo. Registros desde o século XVIII – embora as trocas sexuais descritas na carta de Pero Vaz de Caminha não sejam classificáveis como prostituição – encontram reforço em relatos do século XIX, quando viajantes europeus constataram a presença massiva de prostitutas compostas por mulheres brancas, negras e mestiças, entre escravas e imigrantes europeias.
Durante o período imperial, predominavam as mulheres negras escravizadas na atividade, mas a proibição da importação de escravos a partir de 1870 impulsionou a presença de prostitutas estrangeiras, denominadas “francesas” e “polacas”. Essas últimas, muitas vezes vítimas de tráfico internacional, passaram a ser relegadas a áreas marginalizadas como a região do Mangue, que, durante a década de 1920, inclusive, se consolidou como atração turística.
A prostituição foi se expandindo para hotéis, pensões e áreas portuárias – como a Praça Mauá –, e, com o avanço urbano, para bairros como Copacabana, Rio de Janeiro, onde a associação entre turismo e comércio sexual se intensificou ao longo das décadas seguintes, evidenciando uma dinâmica complexa que perdura até os dias atuais.

### Carnaval do Rio

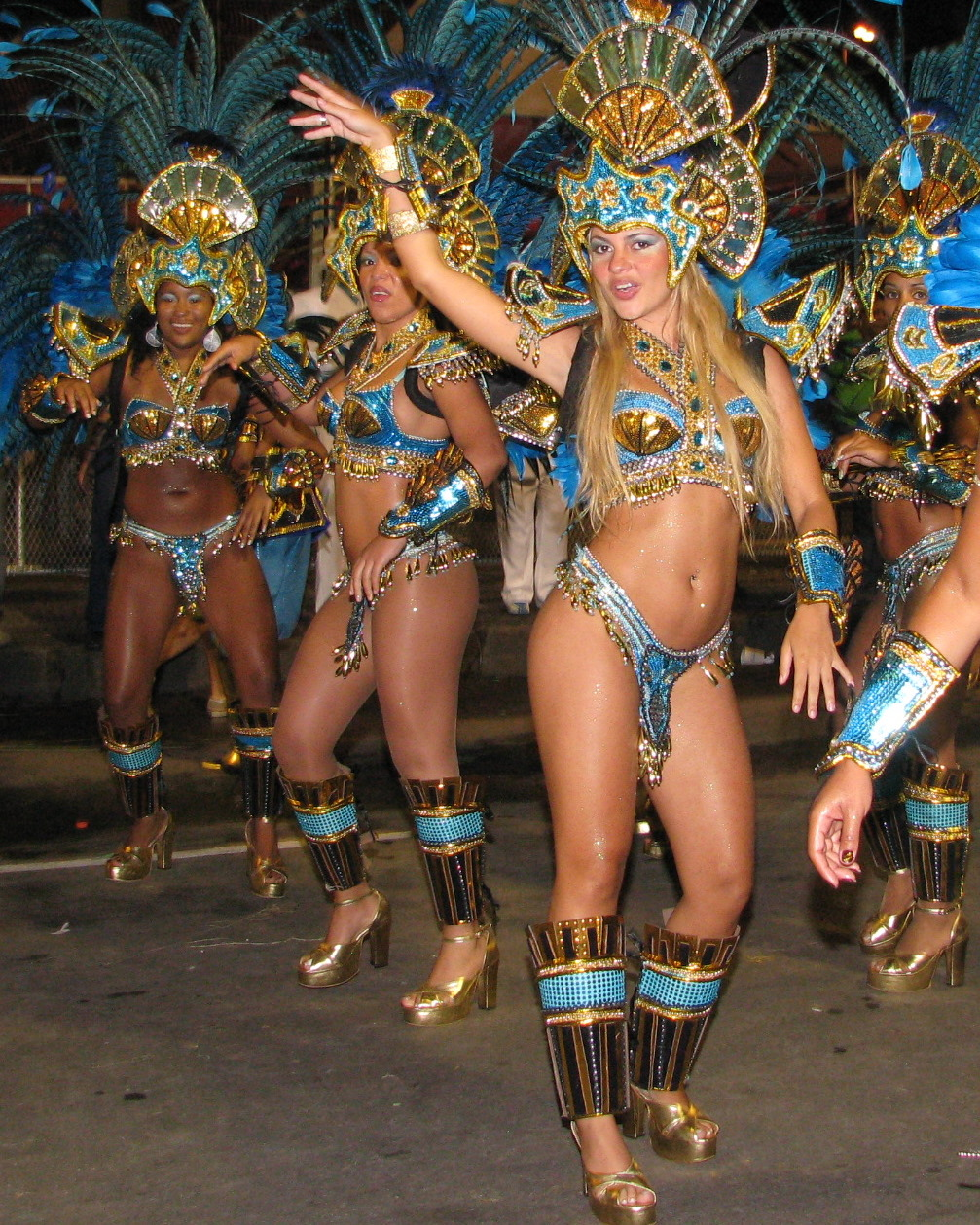
Desfile de Carnaval do Rio de Janeiro de 2008

Mulheres e adolescentes oriundas de diversos bairros da capital, de municípios do Estado do Rio de Janeiro, do Distrito Federal e de outros estados como São Paulo e Espírito Santo passaram a integrar o grupo de pessoas que se prostituíam em regiões como Copacabana e Barra da Tijuca. Nestas áreas, os serviços eram ofertados em diversos pontos, como a pista da Avenida Atlântica, calçadas, bares, restaurantes e em frente a boates.
Durante o Carnaval do Rio de Janeiro, a atividade de prostituição ganha visibilidade e intensidade, inserida em um contexto de grande circulação de turistas, festas em larga escala e permissividade social. A cidade atrai, nesse período, um número elevado de profissionais do sexo, muitos dos quais se deslocam de outras regiões do Brasil ou mesmo do exterior com o objetivo de atuar durante os dias de folia, aproveitando o aumento da demanda por serviços sexuais, especialmente por parte de visitantes estrangeiros. As principais áreas de atuação incluem bairros turísticos como Copacabana, Lapa, Ipanema e o entorno do Sambódromo da Marquês de Sapucaí, além de camarotes privados e festas exclusivas, onde a presença de acompanhantes é frequentemente articulada de forma discreta. Embora a prostituição em si não seja criminalizada no Brasil, a atuação de intermediários ou agenciadores pode configurar lenocínio, conforme previsto no Código Penal, o que leva à informalidade e à ausência de garantias legais para os profissionais do sexo. Durante o Carnaval, essa atividade opera em uma zona de tolerância implícita, mas sujeita a práticas de controle policial e a situações de vulnerabilidade, incluindo exposição à violência, exploração econômica e falta de acesso a serviços públicos de saúde e proteção.

#### Prostituição infantil durante o carnaval
Jovens com idades entre 15 e 17 anos, cujo modus operandi incluía a abordagem direta a possíveis clientes em vias públicas e pontos de grande circulação. Valores cobrados pelos serviços, oscilando, entre R$ 80 e R$ 150, além de adicionais para despesas como hospedagem.A prostituição infanto-juvenil em algumas áreas consideradas de maior rentabilidade, como em Copacabana. Por outro lado, o Ministério da Justiça anunciou uma operação especial de combate à prostituição de crianças e adolescentes em âmbito nacional, a qual integrou a participação de diversos ministérios e secretarias.Estudos feitos em 2003, e acompanhamentos realizados pelos Centros de Referência para a Infância e Adolescência (Crias) apontaram que, dentre os casos sistematicamente monitorados desde 2000, aproximadamente 25% dos menores abordados eram identificados na região de Copacabana. A distribuição etária dos atendidos indicava predomínio de adolescentes, com percentuais aproximadamente distribuídos em 26% com 17 anos, 25% com 16 anos, 17,2% com 15 anos, 13,3% com 14 anos, e 9,8% com 13 anos, além da constatação de casos envolvendo meninas na faixa dos 10 anos.

## Prostituição de luxo

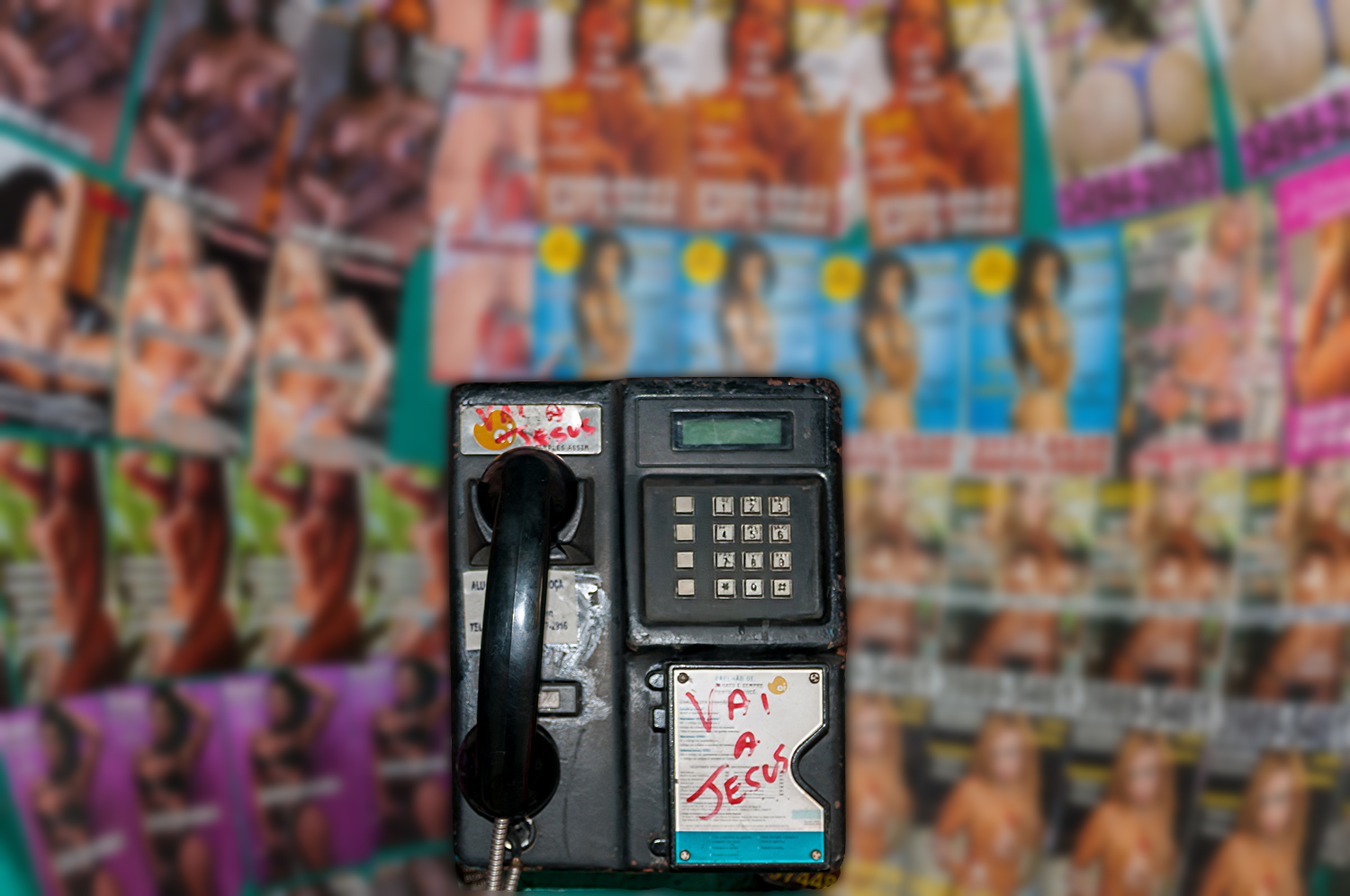
Orelhão no Rio de Janeiro com publicidade de prostituição

A prostituição de luxo no Rio de Janeiro no século XXI se desenvolve em estabelecimentos localizados principalmente na zona sul e no centro da cidade, com destaque para bordéis tradicionais como o Centaurus e o Monte Carlo, ambos situados no bairro de Ipanema, Rio de Janeiro. Essas casas funcionam sob rígidas normas de operação e circulação, onde os clientes são recebidos por recepcionistas trilingues, direcionados a vestiários onde vestem roupões padronizados com o emblema da casa — por exemplo, no Centaurus, com a inscrição “desde 1948” —, e passam a consumir serviços registrados a partir da chave de seu armário. A entrada de novas funcionárias ocorre mediante avaliação estética rigorosa, sendo comuns os testes informais realizados já na recepção, como aconteceu com uma pesquisadora confundida com candidata ao trabalho em visita à Casa. Os ambientes internos dessas casas incluem salões principais com sofás e mesas de centro, bares onde as acompanhantes se posicionam para interações iniciais com os clientes, além de vestiários femininos, cabines e suítes. No salão, as mulheres circulam de forma estratégica: vestidas com roupas curtas e justas, salto alto, maquiagem marcante e joias vistosas, com o objetivo de atrair os olhares dos clientes. O contato inicial é geralmente estabelecido por meio de trocas visuais, sinais ou conversas curtas, após o que a negociação do programa é registrada pela cabinária, responsável por organizar a ocupação dos quartos e controlar o tempo dos encontros por telefone.

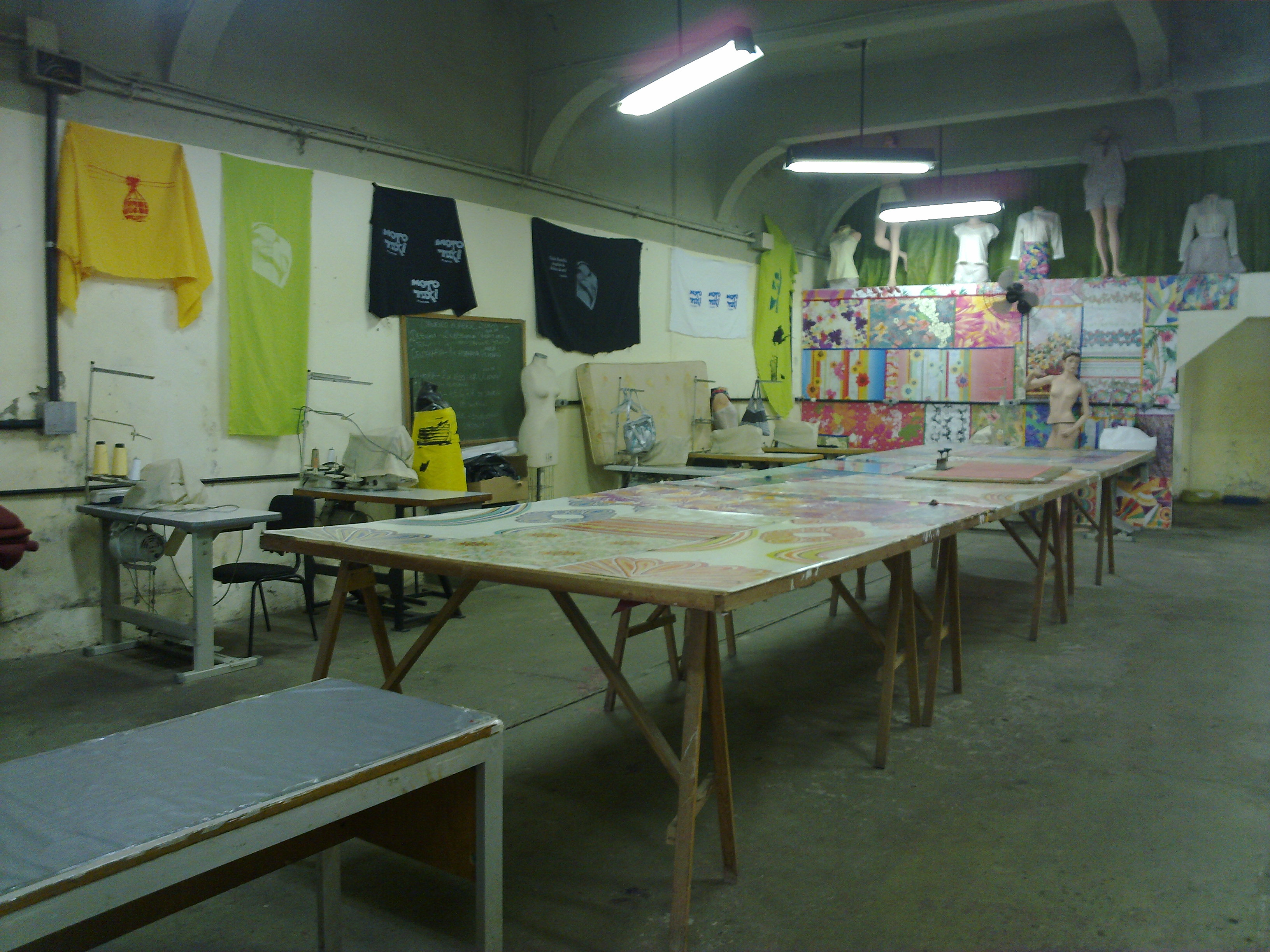
Centro de confecção artesanal de vestuário utilizado pelas prostitutas da Vila Mimosa

O vestiário feminino constitui um espaço de elaboração simbólica das experiências sexuais vividas nas cabines e suítes. Nele, as acompanhantes compartilham histórias e utilizam o deboche como mecanismo de elaboração emocional, especialmente após programas com práticas como a mucofilia, comum entre clientes estrangeiros, como italianos. É também no vestiário que as mulheres realizam rituais de higiene e preparação para os próximos encontros, numa rotina que inclui banho, troca de lingerie, escovação dos dentes e reaplicação de maquiagem e perfume. A inserção nas redes de prostituição de luxo também se dá por meio de plataformas digitais como os sites Riohott e Fatalmodel, onde a publicação de anúncios exige aprovação prévia por parte dos administradores, com base em imagens enviadas pelas interessadas. Mesmo sendo serviços pagos, as fotos só são aceitas se os corpos correspondem ao padrão estético valorizado pelo site. O acesso a ensaios fotográficos, agenciadores e clientes se dá somente após essa validação, indicando o grau de controle simbólico sobre a imagem das trabalhadoras.
As academias de musculação de bairros populares da zona norte e oeste, como Rocha Miranda, são espaços relevantes na construção estética desses corpos. Nesses locais, é comum o uso de suplementos, hormônios e regimes de treino voltados à hipertrofia muscular, frequentemente vistos como parte de um projeto corporal associado à feminilidade periférica e à entrada no mercado sexual de luxo. As práticas estéticas e corporais desses espaços contrastam com os padrões de beleza hegemônicos das elites cariocas, que favorecem a magreza e intervenções mais discretas, com um recorte de classe na produção do corpo desejável.

### Bordéis de luxo no Rio de Janeiro
Os bordéis de luxo situados no Rio de Janeiro operam dentro de uma estrutura empresarial consolidada, sustentada por rígidos mecanismos de controle sobre as profissionais do sexo e demais funcionários. Nessas casas, a remuneração dos trabalhadores administrativos, como recepcionistas, é baixa, e a jornada frequentemente extrapola o horário padrão sem pagamento de horas extras, sobretudo em dias de eventos. As garotas de programa que atuam nesses estabelecimentos são submetidas a multas diárias por faltas não justificadas – que variam entre R$ 300 e R$ 1.000 –, sendo, em alguns casos, exigido atestado médico do Sistema Único de Saúde para o abono da penalidade. A mais renomada e cara casa da cidade, conforme relato de sua gerente, adota essa prática. Essas casas recebem entre 50 e 200 clientes por dia, que pagam valores fixos na entrada e pelo uso dos quartos, com preços diferenciados de acordo com a acomodação escolhida. A estrutura é completamente voltada à prostituição, apesar de se apresentarem formalmente como boates.
As garotas pagam uma taxa semanal para cobrir despesas da casa com preservativos e atendimentos médicos, além de arcarem com a compra de uniformes, como robes e lingeries. Os estabelecimentos, segundo relatos, realizam pagamentos regulares a agentes das polícias (federal, civil e militar) e a políticos em nível estadual e federal, o que assegura sua operação contínua sem interferência legal direta, ainda que a prática de facilitação da prostituição esteja presente. O modelo seguido por uma das casas mais tradicionais do Rio foi inspirado nos bordéis parisienses e teve origem na década de 1970, fundado por um casal de italianos que se estabeleceu na cidade após concluir que o mercado da prostituição era mais rentável do que o setor industrial. A casa foi posteriormente herdada por seu filho, que incluiu novos sócios, entre eles um empresário italiano e um brasileiro. A admissão das profissionais ocorre de forma direta e informal, bastando que a interessada compareça ao local, onde é abordada pelos porteiros e encaminhada à gerente. A seleção se dá rapidamente e, no mesmo dia ou no seguinte, a mulher pode começar a trabalhar. As garotas, geralmente com idades entre 19 e 35 anos, devem levar itens de higiene pessoal, cosméticos, roupas específicas para o salão e os programas, além de acessórios sexuais que eventualmente utilizem.
A rotina inclui turnos prolongados, entrada no início ou fim da tarde, preparação no vestiário, presença constante no salão para interagir com os clientes, e registro do programa na cabine administrativa. O tempo dos programas é cronometrado, variando de casa para casa, com estratégias utilizadas pelas garotas para reduzir o tempo efetivo passado com o cliente, maximizando seus lucros. O ambiente interno é escuro, com iluminação colorida e espelhos estrategicamente posicionados para camuflar imperfeições e manter a vigilância. O local é fechado, sem janelas nem relógios, criando uma atmosfera claustrofóbica e atemporal semelhante à de shoppings e cassinos. O controle sobre as profissionais inclui restrições quanto ao consumo de bebidas alcoólicas, uso de celulares, permanência em áreas comuns como cozinha e fumódromo, e até mesmo regras quanto à menstruação, que deve ser ocultada com o uso de algodão.
As meninas são submetidas a exames médicos frequentes e não têm sua privacidade respeitada, com a presença de câmeras inclusive nos banheiros e vestiários, e acesso livre de gerentes e donos a esses espaços. Em contrapartida, essas casas não impõem restrições aos comportamentos dos clientes ou da administração, que frequentemente violam os limites físicos e simbólicos das profissionais. Casos de assédio ou invasão de privacidade por parte dos frequentadores não são punidos, demonstrando a hierarquia desigual entre clientes e garotas. Apesar das condições adversas e da intensa vigilância, muitas mulheres expressam satisfação com o trabalho, mencionando a autonomia financeira, o estilo de vida proporcionado e a percepção de controle sobre suas relações com os clientes, revelando uma tensão constante entre orgulho profissional e o estigma social associado à prostituição.

## Apoio do governo

### Capacitação linguística na Vila Mimosa
O apoio do Estado à Vila Mimosa, no contexto dos Jogos Pan-Americanos de 2007, se deu por meio de uma iniciativa da Secretaria de Ciência e Tecnologia do Rio de Janeiro, que incluiu a região em um programa de capacitação linguística. A ação consistiu na oferta de cursos de inglês e espanhol voltados às prostitutas que atuam na localidade, com foco na preparação para o atendimento a turistas estrangeiros esperados durante o evento esportivo. As aulas foram organizadas pela Fundação de Apoio à Escola Técnica (Faetec), dentro de sua rede de formação voltada para comunidades de baixa renda. A medida reconhecia a projeção internacional do evento e a recorrente presença de estrangeiros na Vila Mimosa, buscando oferecer ferramentas básicas de comunicação às trabalhadoras do sexo. Com isso, visava-se facilitar a interação com clientes internacionais, aproveitando o contexto de aumento no fluxo turístico como forma de adaptar economicamente a região a essa demanda temporária.